# Gallirallus lafresnayanus
Gallirallus lafresnayanus é uma espécie de ave criticamente ameaçada da família dos ralídeos, endêmica da nova Caledônia.